# ليزا غولدستن
ليزا غولدستن (بالإنجليزية: Lisa Goldstein )‏ (و. 1981  م) هي ممثلة تلفزيونية، وممثلة مسرحية، وممثلة أفلام، وممثلة أمريكية، ولدت في لونغ آيلند، بدأت مشوارها المهني سنة 2008.

## التعليم
تعلمت في جامعة إيلون.

## وصلات خارجية
- ليزا غولدستن على موقع IMDb (الإنجليزية)
- ليزا غولدستن على موقع ألو سيني (الفرنسية)
- ليزا غولدستن على موقع قاعدة بيانات الفيلم (الإنجليزية)
- ليزا غولدستن على موقع كينوبويسك (الروسية)

- ليزا غولدستن في قاعدة بيانات الأفلام على الإنترنت